# 北克羅塞特 (阿肯色州)
北克羅塞特（英語：North Crossett）是位於美國阿肯色州阿什利縣的一個人口普查指定地區。根據2020年美國人口普查，該地共人口2756人，而該地的面積約為27.09平方千米。

## 地理
北克羅塞特的座標為33°10′03″N 91°56′34″W / 33.16750°N 91.94278°W，而該地最高點為海拔高度46米（即151英尺）。